# Терранжу
Терранжу (фр. Terranjou) — муніципалітет у Франції, у регіоні Пеї-де-ла-Луар, департамент Мен і Луара. Терранжу утворено 1 січня 2017 року шляхом злиття муніципалітетів Шавань, Нотр-Дам-д'Аллансон i Мартіньє-Бріан. Адміністративним центром муніципалітету є Шавань. Населення — 3918 осіб (01.01.2021).